# Jean-Marie Balestre
Jean-Marie Balestre (Saint-Rémy-de-Provence, 9 april 1921 - Saint-Cloud, 27 maart 2008) was een Frans directeur in de autosport, en was president van de FISA van 1978 tot en met 1991 en van de FIA van 1985 tot en met 1993.

## Carrière
Jean-Marie Balestre werd geboren in Saint-Rémy-de-Provence, in de provincie Bouches-du-Rhône. Tijdens de Tweede Wereldoorlog was Balestre lid van het Jeune Front. Hij was later actief voor de Franse SS, echter meent Balestre dat hij dit deed als undercoveragent voor het Franse verzet, alhoewel de details hierover onbekend zijn. Na de oorlog richtte hij samen met Robert Hersant een succesvol autoblad op genaamd L'Auto-Journal. Hij was een van de grondleggers van de Fédération Française du Sport Automobile (FFSA), een Franse autosportorganisatie, in 1950, en in 1961 werd hij de eerste president van de International Karting Commission van de FIA. In 1973 werd hij verkozen tot president van de FFSA, en in 1978 van de FIA's International Sporting Commission. Dit werd datzelfde jaar tot Balestre's toedoen omgedoopt tot de Fédération Internationale du Sport Automobile (FISA).
Begin jaren tachtig was Balestre hevig betrokken bij het zogenoemde 'FISA-FOCA conflict', een politieke machtsstrijd over de financiën en controle binnen de Formule 1. Balestre en diens tegenstander, Bernie Ecclestone, kwamen uiteindelijk tot verzoening nadat Enzo Ferrari met een compromis kwam aanzetten. Balestre tekende vervolgens de eerste Concorde Agreement in 1981, waarin de FOCA de commerciële rechten van de Formule 1 in handen kreeg, terwijl de FIA de controle bleef houden over de sportieve en technische aspecten.
Midden jaren tachtig liet Balestre ook sterk zijn gezicht zien in het Wereldkampioenschap Rally, ten tijde van het Groep B-segment. Een serie van dodelijke ongevallen die tot stand kwamen in het seizoen 1986, was voor Balestre de aanleiding om de gehele Groep B klasse te verbannen uit het kampioenschap, wat uitliep op menige kritiek en controverse.
Balestre bouwde krediet op door specifieke Crash test vereisten voor Formule 1 auto's uit te laten voeren, wat een aantoonbare vooruitgang opleverde binnen de veiligheid van de sport. Hij was ook een van de sleutelmensen die aanstuurde op een overgang naar normaal geaspireerde motoren in 1989, wat onder andere te maken zou hebben met veiligheidsaspecten. Balestre is echter ook beschuldigd van het misbruiken van zijn macht, met als grootste voorbeeld de titelstrijd tussen Alain Prost en Ayrton Senna in de Formule 1 in 1989. Na afloop van de aanrijding tussen Prost en Senna in Suzuka, kwamen er implicaties in Autosport Magazine dat Balestre de titelstrijd in Prost zijn voordeel heeft weten te manipuleren, doordat Senna werd gediskwalificeerd, beboet en een opschorting kreeg. Dit was de directe aanleiding voor Max Mosley om zichzelf aan te stellen voor het presidentschap binnen de FISA. Echter, toen Senna op controversiële wijze ten aanrijding kwam met Prost tijdens dezelfde Grand Prix een jaar later, toonde Balestre geen bemoeienis en kwam ook niet tot sancties tegen Senna.
In 1985 werd Balestre gekozen tot president van de FIA, terwijl hij tegelijkertijd aanbleef als president van de FISA. In 1991 werd hij opgevolgd door Max Mosley. Bevreesd dat hij ook de verkiezingen om het FIA-presidentschap zou verliezen, besloot hij zich terug te trekken. Hij stelde voor de FISA af te schaffen en Mosley als zijn opvolger aan te wijzen bij de FIA. Balestre was tot aan het einde van 1996 nog wel president van de FFSA.
In 1968 werd Balestre wegens zijn verdiensten in de Tweede Wereldoorlog geëerd met de Legion d'Honneur. Hij stierf in maart 2008, op 86-jarige leeftijd.